# Piccole donne (miniserie televisiva 1978)
Piccole donne (Little Women) è una miniserie televisiva in due puntate del 1978 diretta da David Lowell Rich e tratta dall'omonimo romanzo scritto da Louisa May Alcott nel 1868.

## Trama
La storia è incentrata sulla vita e gli amori delle quattro sorelle March: Jo, Meg, Amy e Beth, che crescono a Concord nel Massachusetts, durante la Guerra civile americana. Mentre il padre è in guerra, le sorelle devono contare l'una sull'altra per trovare la forza di affrontare piccole e grandi tragedie.

## Personaggi e interpreti

### Famiglia March (miniserie del 1978)
- Josephine "Jo" March, interpretata da Susan Dey, doppiata da Eva Ricca.
- Meg March, interpretata da Meredith Baxter Birney.
- Elizabeth "Beth" March, interpretata da Eve Plumb.
- Amy March, interpretata da Ann Dusenberry.
- Marmee March, interpretata da Dorothy McGuire.
- Jonathan March, interpretato da William Schallert.
- Zia Kathryn March, interpretata da Greer Garson.

### Famiglia March (serie del 1979)
- Josephine "Jo" March, interpretata da Jessica Harper, doppiata da Eva Ricca.
- Meg March, interpretata da Susan Walden.
- Amy March Laurence, interpretata da Ann Dusenberry.
- Marmee March, interpretata da Dorothy McGuire.
- Jonathan March, interpretato da William Schallert.
- Zia Kathryn March, interpretata da Mildred Natwick.

### Famiglia Laurence
- Nonno James Laurence, interpretato da Robert Young.
- Theodore "Laurie" Laurence, interpretato da Richard Gilliland.

### Ricorrenti (miniserie del 1978)
- Professor Friedrich Bhaer, interpretato da William Shatner.
- John Brooke, interpretato da Cliff Potts.
- Hannah, interpretata da Virginia Gregg.
- Mrs. Kirke, interpretata da Joyce Bulifant.
- Frank Vaughn, interpretato da John de Lancie.
- Sally Gardiner, interpretata da Carlene Watkins.

### Ricorrenti (serie del 1979)
- Professor Friedrich Bhaer, interpretato da David Ackroyd.
- John Brooke, interpretato da Cliff Potts.
- Hannah, interpretata da Virginia Gregg.
- Melissa Jane "Lissa" Driscoll, interpretata da Eve Plumb.

## Produzione
La miniserie è stata adattata da Suzanne Clauser dal romanzo omonimo di Louisa May Alcott e diretta da David Lowell Rich. Le musiche vennero scritte da Elmer Bernstein. Nel 1979 venne prodotta una breve serie sequel omonima, che a differenza della precedente non si basava su nessuno dei libri della Alcott e vide il cambio di alcuni interpreti. Eve Plumb fu tra i membri del cast della miniserie che tornarono (sebbene il suo personaggio Beth fosse morto nella miniserie, come nel libro originale), interpretando una cugina dei March di nome Lissa.

## Distribuzione
La miniserie venne trasmessa per la prima volta negli Stati Uniti d'America da NBC in due parti da due ore ciascuna, il 2 e il 3 ottobre 1978, mentre in Italia è stata trasmessa dalla Rete 1 in quattro puntate da 50 minuti tra il 4 e il 25 ottobre 1981. In Italia, la serie non è più stata replicata fino al 2017, quando TV2000 l'ha ritrasmessa tra il 25 e il 26 dicembre .
La serie sequel fu trasmessa negli Stati Uniti da NBC in 4 episodi da un'ora dall'8 febbraio all'8 marzo 1979, mentre in Italia andò in onda sulla Rete 1 in 6 puntate dal 28 gennaio al 3 febbraio 1982.